# Lijst van gemeentelijke monumenten in Maastricht, Sint Pieter
De buurt Sint Pieter in de wijk Maastricht-Zuidwest in Maastricht heeft 65 panden/objecten die als gemeentelijke monumenten zijn beschreven in 27 regels (monumentnummers). Zie hieronder een overzicht.
| Object | Bouwjaar                                 | Architect | Locatie                                                                   | Coördinaten                   | Nr.                   | Afbeelding |
| --- | ---------------------------------------- | --------- | ------------------------------------------------------------------------- | ----------------------------- | --------------------- | --- |
| Mergelgroeve Boschberg-Oudberg-Fallenberg / NAVO-hoofdkwartier Cannerberg                                                             |                                          |           | Von Dopfflaan                                                             | 50° 49' 20" NB, 5° 39' 53" OL | 0935/3740 [dode link] | Meer afbeeldingen |
| Mergelgroeve Cannerberg en Kasteelgroeve                                                                                              |                                          |           | Von Dopfflaan                                                             | 50° 49' 7" NB, 5° 40' 2" OL   | 0935/3741 [dode link] | Meer afbeeldingen |
| Kazemat van type S, een neutraliteitsbunker                                                                                           | 1939                                     |           | Cannerweg bij 451                                                         | 50° 49' 54" NB, 5° 40' 15" OL | 0935/3739 [dode link] | Kazemat van type S, een neutraliteitsbunker                                                                                           |
| Boerderij | laatste kwart 19e eeuw                   |           | Cannerweg 682                                                             | 50° 49' 29" NB, 5° 40' 3" OL  | 0935/3762 [dode link] | Boerderij |
| Woonhuis |                                          |           | Cannerweg 688                                                             | 50° 49' 28" NB, 5° 40' 3" OL  | 0935/3764 [dode link] | Woonhuis |
| Fort de Jeker |                                          |           | Von Dopflaan; ten westen van                                              | 50° 49' 15" NB, 5° 39' 48" OL | 0935/3915 [dode link] | Upload foto |
| Mergelgroeve Apostelgroeve of Louwberggroeve                                                                                          | XIX B                                    |           | Dalingsweg                                                                | 50° 49' 45" NB, 5° 39' 57" OL | 0935/3742 [dode link] | Meer afbeeldingen |
| Graft aan de Dalingsweg ter hoogte van de Apostelhoeve en ten oosten van de Susserweg                                                 | XIX B                                    |           | Dalingsweg                                                                | 50° 49' 47" NB, 5° 39' 57" OL | 0935/3734 [dode link] | Graft aan de Dalingsweg ter hoogte van de Apostelhoeve en ten oosten van de Susserweg                                                 |
| Wegtracé van de Dalingsweg tussen Hoeve Nekum (Cannerweg) en Apostelhoeve (Susserweg) bestaande uit een onverharde uitgeholde veldweg |                                          |           | Dalingsweg                                                                | 50° 49' 45" NB, 5° 39' 52" OL | 0935/3733 [dode link] | Wegtracé van de Dalingsweg tussen Hoeve Nekum (Cannerweg) en Apostelhoeve (Susserweg) bestaande uit een onverharde uitgeholde veldweg |
| Poort met hardstenen kolommen en smeedijzeren hekwerk                                                                                 | 18e eeuw (kolommen), late 19e eeuw (hek) |           | Jekermolenweg tegenover 80                                                | 50° 50' 4" NB, 5° 40' 29" OL  | 0935/3753 [dode link] | Poort met hardstenen kolommen en smeedijzeren hekwerk                                                                                 |
| Holle weg |                                          |           | Koninginennevoetpad; bij Lichtenbergeweg                                  | 50° 49' 30" NB, 5° 41' 40" OL | 0935/3736             | Upload foto |
| Mergelgroeve Groevestelsel Zuid | XIX                                      |           | Lage Kanaaldijk bij 123                                                   | 50° 48' 59" NB, 5° 41' 35" OL | 0935/3743 [dode link] | Meer afbeeldingen |
| Woonhuis | ca. 1900                                 |           | Lage Kanaaldijk 128                                                       | 50° 48' 52" NB, 5° 41' 35" OL | 0935/3781 [dode link] | Woonhuis |
| Woning/café | ca. 1900                                 |           | Mergelweg 332                                                             | 50° 49' 54" NB, 5° 40' 40" OL | 0935/3784 [dode link] | Woning/café |
| Buitenverblijf De Schark | 1920?                                    |           | Mergelweg 359                                                             | 50° 49' 42" NB, 5° 40' 41" OL | 0935/3746 [dode link] | Meer afbeeldingen |
| Poortkolommen van toegangsweg naar groeve De Schark                                                                                   | late 19e eeuw                            |           | Mergelweg bij 359                                                         | 50° 49' 45" NB, 5° 40' 33" OL | 0935/3748 [dode link] | Poortkolommen van toegangsweg naar groeve De Schark                                                                                   |
| Mergelgroeve De Schark |                                          |           | Mergelweg bij 359-361                                                     | 50° 49' 41" NB, 5° 40' 43" OL | 0935/3745 [dode link] | Meer afbeeldingen |
| Boerderij De Schark |                                          |           | Mergelweg 361                                                             | 50° 49' 43" NB, 5° 40' 37" OL | 0935/3747 [dode link] | Boerderij De Schark |
| Boerderij | ca. 1910                                 |           | Nekummerweg 20                                                            | 50° 49' 43" NB, 5° 40' 23" OL | 0935/3785 [dode link] | Boerderij |
| Mergelgroeve Wijngaardsberggroeve of Duivelsgrot                                                                                      |                                          |           | Poppelmondeweg                                                            | 50° 49' 4" NB, 5° 40' 43" OL  | 0935/3749 [dode link] | Meer afbeeldingen |
| Mergelgroeve Gangenstelsel Noord |                                          |           | Sebastianenweg bij Ganzendries                                            | 50° 50' 5" NB, 5° 41' 16" OL  | 0935/3744             | Meer afbeeldingen |
| Mergelgroeve Slavante |                                          |           | Slavante 3                                                                | 50° 49' 33" NB, 5° 41' 41" OL | 0935/3750 [dode link] | Meer afbeeldingen |
| Gietijzeren wegkruis op hardstenen sokkel                                                                                             |                                          |           | Susserweg - Zeenendaalweg                                                 | 50° 49' 36" NB, 5° 39' 39" OL | 0935/3758 [dode link] | Meer afbeeldingen |
| Twee droge grachten (Franse batterij)                                                                                                 |                                          |           | Van Schaikweg                                                             | 50° 49' 32" NB, 5° 40' 40" OL | 0935/3912 [dode link] | Upload foto |
| Grotwoning Greetje Blanckers | ca. 1900                                 |           | Zonnebergweg                                                              | 50° 49' 37" NB, 5° 41' 34" OL | 0935/3751 [dode link] | Meer afbeeldingen |
| Mergelgroeve Zonneberg |                                          |           | Zonnebergweg bij 10                                                       | 50° 49' 38" NB, 5° 41' 30" OL | 0935/3752 [dode link] | Meer afbeeldingen |
| Van de gietijzeren grenspalen 49 t/m 78 en tussenliggende grensstenen staan er totaal 38 stuks op de rand van deze buurt              | 1843                                     |           | Langs de Belgische grens; o.a. bij Cannerweg, Mergelweg en Poppelmondeweg | 50° 49' 4" NB, 5° 40' 5" OL   | 0935/3675             | Upload foto |